# Ваља Маре (Бербешти)
Ваља Маре (рум. Valea Mare) насеље је у Румунији у округу Валча у општини Бербешти. Oпштина се налази на надморској висини од 301 m.

## Становништво
Према подацима из 2011. године у насељу је живело 486 становника.